# Rolling Thunder Revue
Rolling Thunder Revue foi uma turnê de concertos do cantor e compositor norte-americano Bob Dylan, que iniciou-se no final de 1975 e foi concluída no início de 1976.
Entre os destaque da turnê estavam Joan Baez, Roger McGuinn, Ramblin' Jack Elliott, Kinky Friedman e Bob Neuwirth. Neuwirth reuniu os músicos de apoio, incluindo o T-Bone Burnett, Mick Ronson, David Mansfield, e Steven Soles e, a partir das seções de Desire, o violinista Scarlet Rivera, o baixista Rob Stoner, e o baterista Howie Wyeth.
A turnê foi exaustivamente documentada através de um filme, gravação de som, e na impressão.

## Datas dos concertos
| Data                   | Cidade          | País           | Local                                     |
| ---------------------- | --------------- | -------------- | ----------------------------------------- |
| América do Norte       |                 |                |                                           |
| October 30, 1975       | Plymouth        | Estados Unidos | War Memorial Auditorium                   |
| 31 de outubro de 1975  | Plymouth        | Estados Unidos | War Memorial Auditorium                   |
| 1 de novembro de 1975  | North Dartmouth | Estados Unidos | Massachusetts University                  |
| 2 de novembro de 1975  | Lowell          | Estados Unidos | Technical University                      |
| 4 de novembro de 1975  | Providence      | Estados Unidos | Civic Center                              |
| 6 de novembro de 1975  | Springfield     | Estados Unidos | Civic Center                              |
| 8 de novembro de 1975  | Burlington      | Estados Unidos | Patrick Gym                               |
| 9 de novembro de 1975  | Durham          | Estados Unidos | Lundholm Gym                              |
| 11 de novembro de 1975 | Waterbury       | Estados Unidos | Palace Theater                            |
| 23 de novembro de 1975 | New Haven       | Estados Unidos | Veterans Memorial Coliseum                |
| 15 de novembro de 1975 | Niagara Falls   | Estados Unidos | Convention Center                         |
| 17 de novembro de 1975 | Rochester       | Estados Unidos | Community War Memorial                    |
| 19 de novembro de 1975 | Worcester       | Estados Unidos | Worcester Memorial Auditorium             |
| 20 de novembro de 1975 | Cambridge       | Estados Unidos | Harvard Square Theater                    |
| 21 de novembro de 1975 | Boston          | Estados Unidos | Boston Music Hall                         |
| 22 de novembro de 1975 | Waltham         | Estados Unidos | Universidade Brandeis                     |
| 24 de novembro de 1975 | Hartford        | Estados Unidos | Hartford Civic Center                     |
| 26 de novembro de 1975 | Augusta         | Estados Unidos | Augusta Civic Center                      |
| 27 de novembro de 1975 | Bangor          | Estados Unidos | Municipal Auditorium                      |
| 29 de novembro de 1975 | Quebec          | Canadá         | Colisee de Quebec                         |
| 1 de dezembro de 1975  | Toronto         | Canadá         | Maple Leaf Gardens                        |
| 2 de dezembro de 1975  | Toronto         | Canadá         | Maple Leaf Gardens                        |
| 4 de dezembro de 1975  | Montreal        | Canadá         | Montreal Forum                            |
| 7 de dezembro de 1975  | Clinton         | Estados Unidos | E.M.C.F.W                                 |
| 8 de dezembro de 1975  | Nova Iorque     | Estados Unidos | Madison Square Garden                     |
| 25 de abril de 1976    | Houston         | Estados Unidos | Houston Astrodome                         |
| 18 de abril de 1976    | Lakeland        | Estados Unidos | Lakeland Civic Center                     |
| 20 de abril de 1976    | St. Petersburg  | Estados Unidos | Bayfront Arena                            |
| 21 de abril de 1976    | Tampa           | Estados Unidos | Curtis Hixon Hall                         |
| 22 de abril de 1976    | Bellair         | Estados Unidos | Starlight Ballroom                        |
| 23 de abril de 1976    | Orlando         | Estados Unidos | Orlando Sports Stadium                    |
| 25 de abril de 1976    | Gainesville     | Estados Unidos | University of Florida Field               |
| 27 de abril de 1976    | Tallahassee     | Estados Unidos | Tully Gymnasium                           |
| 28 de abril de 1976    | Pensacola       | Estados Unidos | UWF Field House                           |
| 29 de abril de 1976    | Mobile          | Estados Unidos | Expo Hall                                 |
| 1 de maio de 1976      | Hattiesburg     | Estados Unidos | Reed Green Coliseum                       |
| 3 de maio de 1976      | Nova Orleães    | Estados Unidos | The Warehouse                             |
| 4 de maio de 1976      | Baton Rouge     | Estados Unidos | L.S.U. Assembly Center                    |
| 8 de maio de 1976      | Houston         | Estados Unidos | Hofheinz Pavilion                         |
| 10 de maio de 1976     | Corpus Christi  | Estados Unidos | Memorial Coliseum                         |
| 11 de maio de 1976     | San Antonio     | Estados Unidos | Municipal Auditorium                      |
| 12 de maio de 1976     | Austin          | Estados Unidos | Municipal Auditorium                      |
| 15 de maio de 1976     | Gatesville      | Estados Unidos | Gatesville State School for Boys          |
| 16 de maio de 1976     | Fort Worth      | Estados Unidos | Tarrant County Convention Center Arena    |
| 18 de maio de 1976     | Oklahoma City   | Estados Unidos | State Fair Arena                          |
| 19 de maio de 1976     | Wichita         | Estados Unidos | Henry Levitt Arena                        |
| 23 de maio de 1976     | Fort Collins    | Estados Unidos | Hughes Stadium, Colorado State University |
| 25 de maio de 1976     | Salt Lake City  | Estados Unidos | Salt Palace                               |